# مهرعلی قشلاق
مهرعلی قشلاق (به لاتین: Mehrəlliqışlaq) یک منطقه مسکونی در جمهوری آذربایجان است که در شهرستان خاچماز واقع شده است.